# Don't Wanna Let You Go
Don't Wanna Let You Go là bài hát được trình bày bởi nhóm nhạc Anh Five, là một single nổi bật trong album thứ hai của nhóm Invincible. Được sáng tác bởi nhà sản xuất Richard Stannard, Julian Gallagher, and Five members Sean Conlon, Abs Breen và J Brown, đây là single thứ 3 được phát hành từ album Invincible vào ngày 6/3/2000, chiếm vị trí thứ 9 trong bảng xếp hạng UK. Năm 2001, bài hát được đưa vào album biên soạn Greatest Hits.

## Video
Video của bài hát này được đạo diễn bởi Cameron Casey cũng là đạo diễn cho "Keep On Movin'" và "If Ya Gettin' Down" ‎, được sản xuất bởi Andy Leahy và Richard Fenton. Video này được bày bán đầu tiên ở UK vào ngày tháng 3 năm 2000.

## Danh sách các track
| Maxi single (74321737222) | Maxi single (74321737222)                     | Maxi single (74321737222)                                   | Maxi single (74321737222) |
| STT                       | Nhan đề                                       | Sáng tác                                                    | Thời lượng                |
| ------------------------- | --------------------------------------------- | ----------------------------------------------------------- | ------------------------- |
| 1.                        | "Don't Wanna Let You Go" (radio edit)         | Stannard, Gallagher, Conlon, Breen, Brown                   | 3:38                      |
| 2.                        | "Don't Wanna Let You Go" (Biffcoextended mix) | Stannard, Gallagher, Conlon, Breen, Brown                   | 4:41                      |
| 3.                        | "Battlestar"                                  | Stannard, Gallagher, Norris, Breen, Brown, Phillips, Larson | 4:07                      |
| 4.                        | "Interview Request Line"                      | Brown, Conlon, Breen, Neville, Robinson                     | 6:41                      |
| Tổng thời lượng:          | Tổng thời lượng:                              | Tổng thời lượng:                                            | 19:07                     |

| CD single (74321737232) | CD single (74321737232)               | CD single (74321737232)                                     | CD single (74321737232) |
| STT                     | Nhan đề                               | Sáng tác                                                    | Thời lượng              |
| ----------------------- | ------------------------------------- | ----------------------------------------------------------- | ----------------------- |
| 1.                      | "Don't Wanna Let You Go" (radio edit) | Stannard, Gallagher, Conlon, Breen, Brown                   | 3:38                    |
| 2.                      | "Battlestar"                          | Stannard, Gallagher, Norris, Breen, Brown, Phillips, Larson | 4:07                    |
| Tổng thời lượng:        | Tổng thời lượng:                      | Tổng thời lượng:                                            | 7:45                    |

| Australian CD single (74321745302) | Australian CD single (74321745302)             | Australian CD single (74321745302)        | Australian CD single (74321745302) |
| STT                                | Nhan đề                                        | Sáng tác                                  | Thời lượng                         |
| ---------------------------------- | ---------------------------------------------- | ----------------------------------------- | ---------------------------------- |
| 1.                                 | "Don't Wanna Let You Go" (radio edit)          | Stannard, Gallagher, Conlon, Breen, Brown | 3:38                               |
| 2.                                 | "Don't Wanna Let You Go" (Biffco extended mix) | Stannard, Gallagher, Conlon, Breen, Brown | 4:41                               |
| 3.                                 | "Interview Request Line"                       | Brown, Conlon, Breen, Neville, Robinson   | 6:41                               |
| Tổng thời lượng:                   | Tổng thời lượng:                               | Tổng thời lượng:                          | 15:00                              |

## Thứ hạng
| Bảng xếp hạng (2000)          | Vị trí |
| ----------------------------- | ------ |
| Australian ARIA Singles Chart | 17     |
| Dutch Singles Chart           | 17     |
| Irish Singles Chart           | 11     |
| Italian Singles Chart         | 19     |
| New Zealand Singles Chart     | 5      |
| Swedish Singles Chart         | 22     |
| Swiss Singles Chart           | 69     |
| UK Singles Chart              | 9      |